# 3号美国国道
3号美国国道（英語：U.S. Route 3）是穿越马萨诸塞州和新罕布什尔州的一条南北方向的美国国道。全长277.90英里。